# Valle, Møre og Romsdal
Valle este o localitate din comuna Skodje, provincia Møre og Romsdal, Norvegia, cu o suprafață de 0,44 km² și o populație de 474 locuitori (2013).